# Jürg Altherr
Jürg Altherr (* 26. Oktober 1944 in Basel; † 1. Juni 2018 in Zürich) war ein Schweizer Bildhauer, Plastiker und Landschaftsarchitekt. Sein Werk umfasst Skulpturen, Konzeptkunst, Body Art, Schmuck, Multiple, Environment, Land Art, Aktionskunst sowie Umweltgestaltung.

## Leben und Werk
Jürg Altherr war ein Sohn des Architekten und Landi-Bank-Entwerfers Alfred Altherr (1911–1972). Sein Grossvater war der Architekt Alfred Johann Altherr. Altherr war Bürger von Speicher.

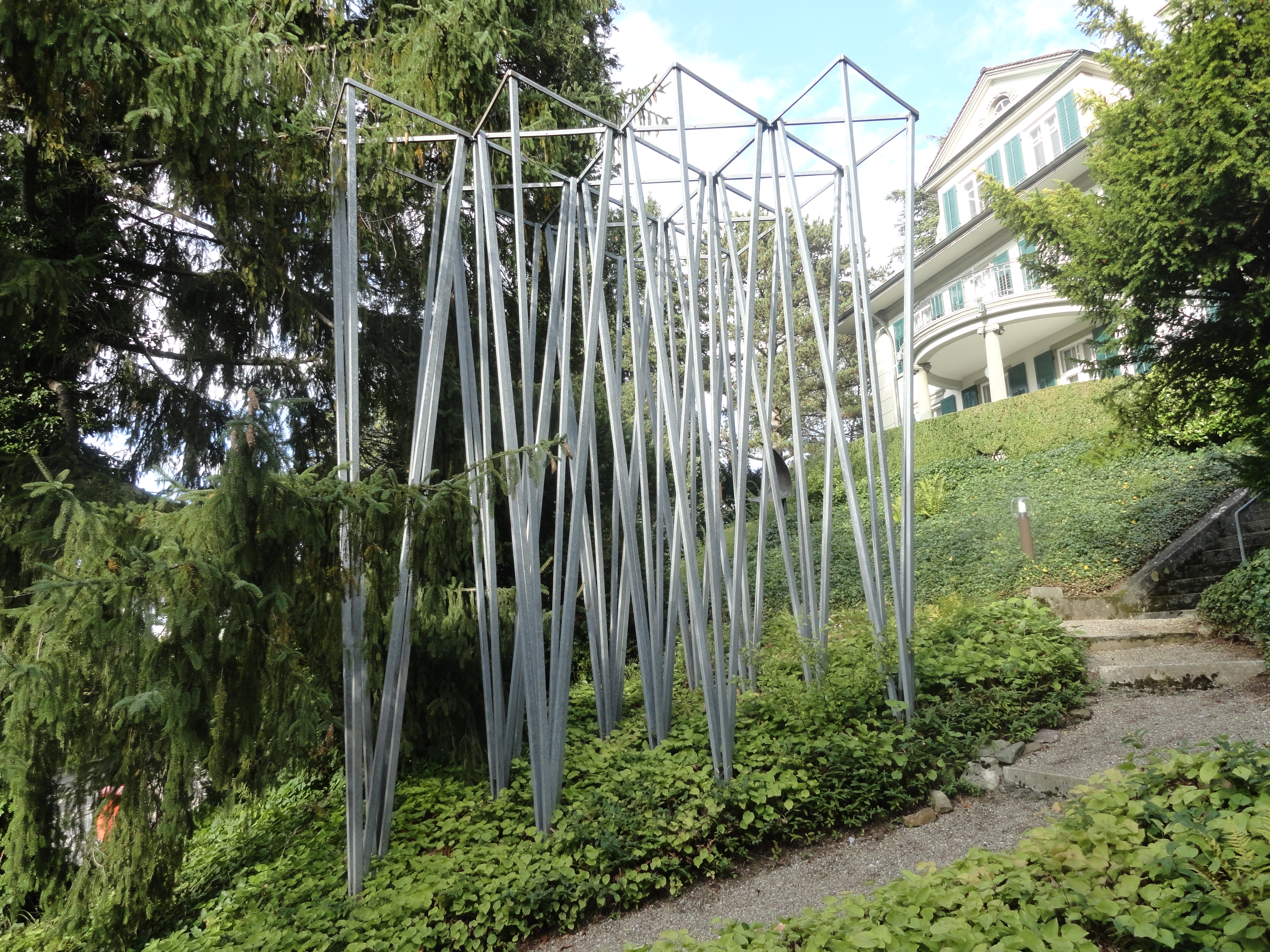
Altherr Pavillon. Villa Meier-Severini in Zollikon.

1963/1964 studierte er an der Accademia di Belle Arti di Brera in Mailand bei Marino Marini und war als Volontär in verschiedenen Steinbrüchen tätig. Von 1964 bis 1972 arbeitete er autodidaktisch als Steinbildhauer im Tessin. Während einer Schaffenskrise unternahm er 1972 und 1973 eine Studienreise nach Mexiko. Anschliessend studierte Altherr von 1973 bis 1976 Garten- und Landschaftsarchitektur am Interkantonalen Technikum in Rapperswil (ITR). Seine Lehrer waren u. a. Bernd Schubert, Peter Bolliger und Marcel Thoenen. Nach seinem Diplomabschluss war Altherr bis 1984 sowie 1989 Lehrbeauftragter für Terrainmodellieren an der Abteilung Garten- und Landschaftsarchitektur des Technikums Rapperswil und freier Mitarbeiter von Landschaftsarchitekten. Zudem unterrichtete er von 1979 bis 1982 Plastisches Gestalten an der ETH Zürich. Seine erste Einzelausstellung hatte er 1977 in der städtischen Kunstkammer Strauhof in Zürich.
Parallel zu seiner Lehrtätigkeit arbeitete er an Projekten, die teilweise schon damals viel beachtet wurden, etwa die Skulptur «100 Zürcher», bei dem er die nackten Rücken- und Gesässpartien von Freiwilligen abgoss und anschliessend in einer Seilkonstruktion aufhängte. Ab Mitte der 1980er-Jahre hatte Altherr sein Atelier auf dem Gaswerk-Areal in Schlieren. Der 12 Meter hohe Raum sollte zum Zentrum seines Schaffens werden.

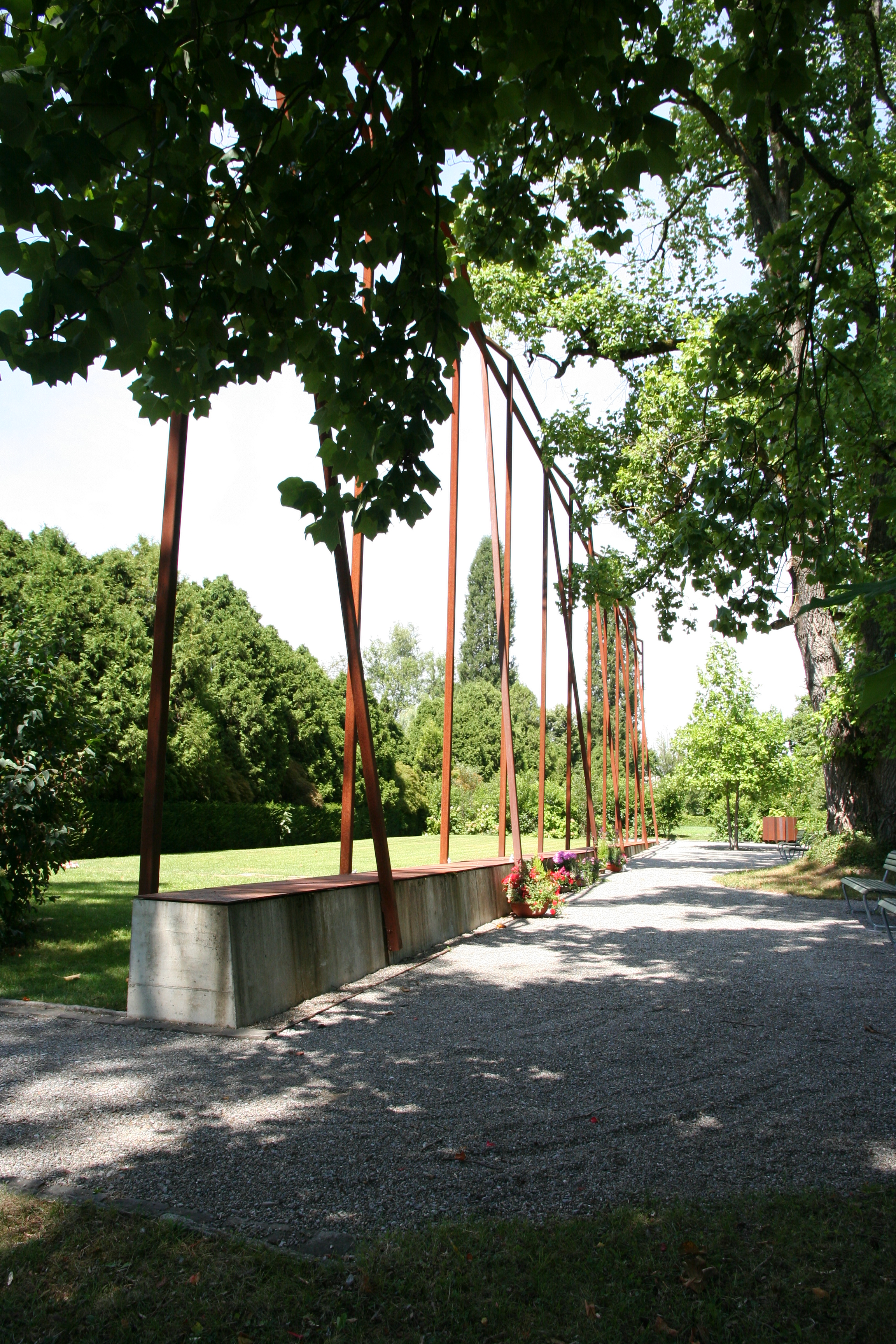
Windrechen, 2010. Gemeinschaftsgrab auf dem Friedhof Albisrieden

Altherr wollte mit zahlreichen seiner Arbeiten die Grenzen der physikalischen Gesetze ausloten, so bei seinem Schlüsselwerk, einer Wasserplastik, die er gemeinsam mit seinen Studenten 1979/1980 unter der Kuppel der ETH Zürich erstellte: Eine Plastikfolie, einen halben Millimeter dick, wurde mit gespannten Stahlseilen unterlegt und anschliessend mit mehreren Hektolitern Wasser gefüllt, sodass die so entstandene Skulptur, die augenscheinlich in der Kuppel schwebte, als Schwimmbad genutzt werden konnte.
In beinahe allen seinen Arbeiten waren für ihn die Themen der Leichtigkeit und der Schwere zentral. Zu seinen wohl bekanntesten Werken gehören die «Himmelsleiter», die im Hof der kantonalen Verwaltung an der Zürcher Stampfenbachstrasse installiert ist, sowie eine brückenartige Betonskulptur «Verhängnis» bei der Kaserne in Frauenfeld, oder die geschwungenen Metallverkleidungen für die Lärmschutzwand der Autobahn A2 in Emmen. Diese wurde von der Architekturzeitschrift Hochparterre mit einer Auszeichnung bedacht. Ein viel beachtetes und umstrittenes Werk war der 12 Tonnen schwere «Turm» in Uster. Für den Terminal B des Flughafen Zürich schuf er die Skulptur «Dreibein» und in St. Gallen bei der EMPA  die Skulptur «Heckenkörper - Körper ohne Haut».
Nachdem der Hafenkran des Zürich Transit Maritim 2015 abgebrochen worden war, wollte Altherr ein dreidimensionales Stangengeflecht «Organisation der Leere» verwirklichen. Da die Stadt keinen Bedarf dafür sah, konnte das Projekt nicht realisiert werden.
Altherr erhielt während seiner künstlerischen Laufbahn zahlreiche Stipendien sowie 1979 den Conrad-Ferdinand-Meyer-Preis. 1993 fand eine Einzelausstellung im Helmhaus Zürich und 1997 in der Kunsthalle Winterthur statt.
Altherr war mit der Psychotherapeutin und Fotografin Thea, geborene Flury, verheiratet. Eine ihrer drei Töchter ist die Künstlerin Johanna Altherr.
Seine letzte Ruhestätte fand er im Gemeinschaftsgrab des Friedhofs Albisrieden unter der von ihm 2010 gestalteten und umstrittenen Skulptur «Windrechen». Diese sollte die Trauernden dazu bewegen, nicht zu Boden schauen, sondern nach oben, wo der Himmel von der Skulptur umrahmt wird.